# Oberschule Findorff

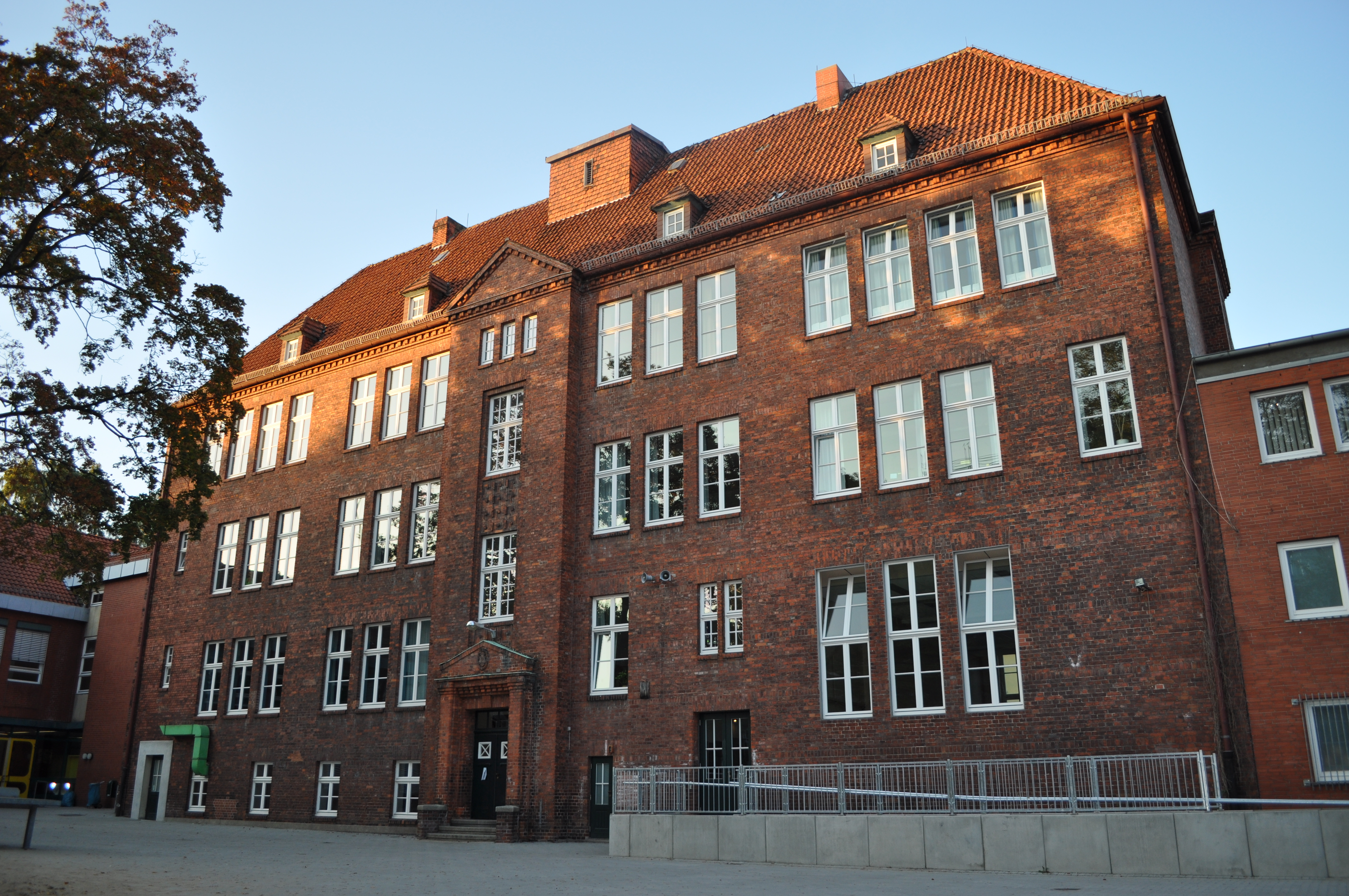
Schulgebäude Gothaer Straße

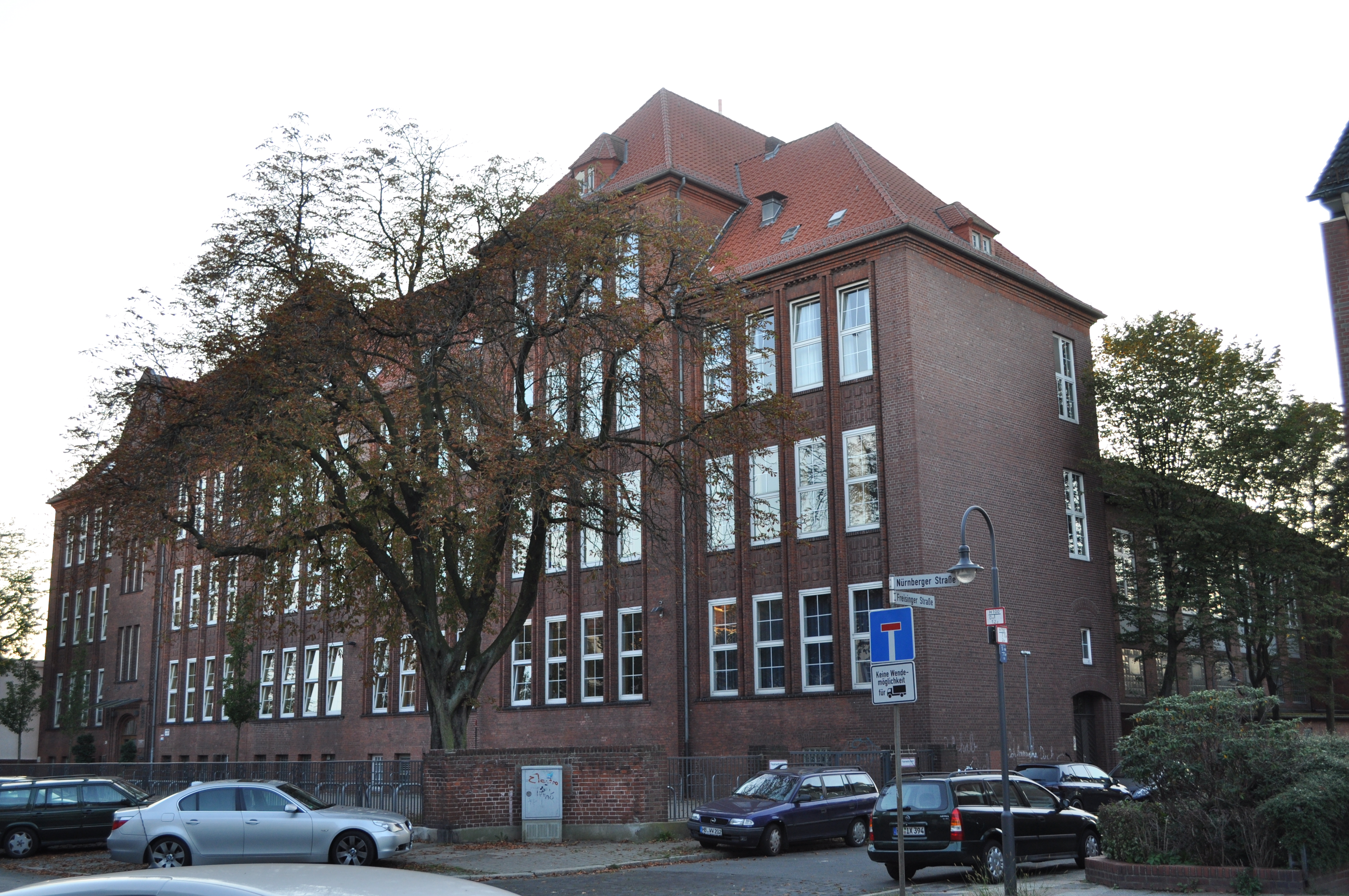
Schulgebäude Nürnberger Straße

Die Oberschule Findorff befindet sich in Bremen, Stadtteil Findorff, Ortsteil Regensburger Straße an drei Standorten in der Gothaer Straße 60, der Nürnberger Straße 34 und der Regensburger Straße 66/70.
Die Gebäude entstanden von 1911 bis 1914. Die Gebäude der ersten beiden Standorte stehen seit 1984 unter Bremer Denkmalschutz.

## Geschichte
Das Viertel Findorff in der damaligen Utbremer Vorstadt hatte 1875 nur 2500 Einwohner Das damalige Viertel erlebte ab 1907 eine sehr starke Bebauung und hatte 1912 ca. 10.000 und 1925 sogar 25.000 Einwohner. Vier neue Schulen mussten bis 1914 rasch gebaut werden, von denen drei Gebäude noch bestehen; die Schule an der Herbststraße wurde im Zweiten Weltkrieg zerstört.
Die heutige Oberschule Findorff ist in den drei erhaltenen und ausgebauten Schulgebäuden untergebracht:
- Schule an der Gothaer Straße; die Schulgeschichte siehe dort,
- Schule an der Nürnberger Straße; die Schulgeschichte siehe dort,
- Schule an der Regensburger Straße: Diese dreigeschossige Volksschule mit Walmdächern und dem markanten Dachreiter mit der Uhr wurde 1912 eingeweiht. Sie hatte 19 Klassen mit 1000 Schülern und 1915 sogar um 25 bis 28 Klassen mit 1200 bis 1400 Schülern. Sie wurde ständig um eine Innenhof erweitert. 1920 nahm die Zahl der Klassen und Schüler ab. 1922 war am Standort auch der gehobene Zweig der Mädchenschule untergebracht. Nach 1945 war sie eine Haupt- und Realschule. 1954 erhielt sie das Landschulheim Gerdshütte in Bürstel. Seit dieser Zeit gehörte die am selben Pausenhof liegende Schule an der Gothaer Straße zur Schule an der Regensburger Straße. 2000 entstand ein fünfgeschossiger weißer Neubau nach Plänen von Horst Rosengart.

## Oberschule Findorff
1992 wurden die drei Standorte zu einem  Schulzentrum des Sekundarbereiches I zusammengefasst mit den Abteilungen Haupt- und Realschule, Orientierungsstufe und Gymnasium.
Die Schule wurde im Schuljahr 2009/10 zu einer Oberschule in Bremen, als das allgemeinbildende staatliche Schulsystem in der Freien Hansestadt Bremen zu einem zweigliedrigen System umstrukturiert wurde. Das Schulsystem besteht danach aus den Stufen Grundschule sowie den Oberschulen (zumeist bis Klasse 10 bzw. Klasse 13) und Gymnasien (bis Klasse 12).
In der Ganztagsschule (seit 2008) wurden 2018 ca. 1150 Schülerinnen und Schüler von 110 Lehrerinnen und Lehrern unterrichtet. Sie hat eine eigene Oberstufe und gymnasiale Oberstufe, in der alle Abschlüsse zu erreichen sind, u. a. auch das Abitur nach acht und neun Jahren. Seit 20 Jahren hat sie Erfahrungen mit Kooperations- und Integrationsklassen.

Die Schulleitung und Verwaltung befindet sich Gothaer Straße 60.

Der Schulverein der Oberschule Findorff fördert die Schule.